# Czerneliwci
Czerneliwci (ukr. Чернелівці; hist. pol. Czernielowce) – wieś na Ukrainie, w obwodzie chmielnickim, w rejonie chmielnickim, w hromadzie Wowkowynci. W 2001 liczyła 198 mieszkańców, spośród których 195 wskazało jako ojczysty język ukraiński, a 3 rosyjski.